# Goldersbach
O Rio Goldersbach é um tributário do Rio Ammer em Baden-Württemberg e flui quase inteiramente dentro do  Parque Natural de Schönbuch. A bacia hidrográfica cobre uma área de 72 quilômetros quadrados, pouco menos da metade do parque. É, portanto, o rio principal do parque natural de Schönbuch.